# Kolnai Aurél
Kolnai Aurél, 1918-ig Stein (Budapest, 1900. december 5. – London, 1973. június 28.) filozófus, közíró.

## Élete
Zsidó származású, eredeti családneve Stein volt. Fiatalkorában Molnár Ferenc A Pál utcai fiúk című regénye nyomán változtatta meg családnevét Kolnaira, a regénybeli Kolnay nyomán, aki „hagyta kiszáradni a gittet”. Középiskolás korában a Galilei Körben tevékenykedett.
Tizennyolc éves korában jelentek meg első lélektani és társadalomtudományi írásai a Huszadik Században.
A Tanácsköztársaság utolsó napjaiban hagyta el Magyarországot, és Freiburgban folytatta tanulmányait, majd Bécsben avatták bölcsészdoktorrá. Ezzel egyidejűleg a korábban ateista fiatalember felvette a katolikus vallást.
Jászi Oszkár köréhez tartozott, de vallásos irányba fejlődött. 1926-ban az Österreichischer Volkswirt munkatársa lett. Sokoldalú közírói és tudományos működést fejtett ki a német nyelvű folyóiratokban valamint a Századunkban. Nagy feltűnést keltett The War Against the West című műve (London-New York, 1938), a német nacionalista ideológia alapos eszmetörténeti, kritikai elemzése.
A nemzetiszocializmus elől Párizsba, majd az USA-ba költözött. A második világháború idején kötelezte el magát véglegesen a konzervatív világnézet mellett. 1945-től a québeci Laval Egyetem társadalom- és állambölcseleti tanára volt. Bölcseleti munkáit a The Thomist folyóirat közölte. Archívumának egy része a Károlyi József Alapítványnál van letétben, feldolgozásra várva.

## Fontosabb művei
- Psychoanalyse und Soziologie (Lipcse, 1920)
- Der ethische Wert und die Wirklichkeit (Freiburg, 1927)
- Sexualethik (Paderborn, 1930)
- A józan ész mágusai: Kraus és Chesterton (Budapest, 1936)
- The war against the West; Goilancz, London, 1938
- Privilege and Liherty (Quebec, 1953)
- Critica de las Utopias politicas (Madrid, 1959)
- Konservatives und revolutionäres Ethos (Freiburg, 1972)
- Ethics, value and reality. Selected papers of Aurél Kolnai; University of London, London, 1977
- Political memoire szerkesztés Murphy, Francesca: (Lexington Books, Lanham 1999), ISBN 0-7391-0065-3
- Kolnai Aurél; vál., sajtó alá rend., bev., jegyz. Balázs Zoltán; Új Mandátum, Budapest, 2003 (Magyar panteon)
- On disgust; Open Court, Chicago–La Salle, 2004
- Politikai emlékiratok; ford. Balázs Zoltán, Palotai Borbála; Európa, Budapest, 2005
- Szeretet és gyűlölet, undor és gőg. Érzelemfilozófia a realista fenomenológiában. Kolnai Aurél és Max Scheler írásai; szerk. Boros Gábor, ford. Mesterházi Miklós; ELTE BTK, Budapest, 2014